# Cycas circinalis
Cycas circinalis L. è una pianta della famiglia Cycadaceae, originaria dell'India meridionale. È la specie tipo del genere Cycas.
L'epiteto specifico deriva dal latino circinus, spirale, in riferimento alle foglioline arrotolate su sé stesse, nelle foglie in sviluppo.

## Descrizione

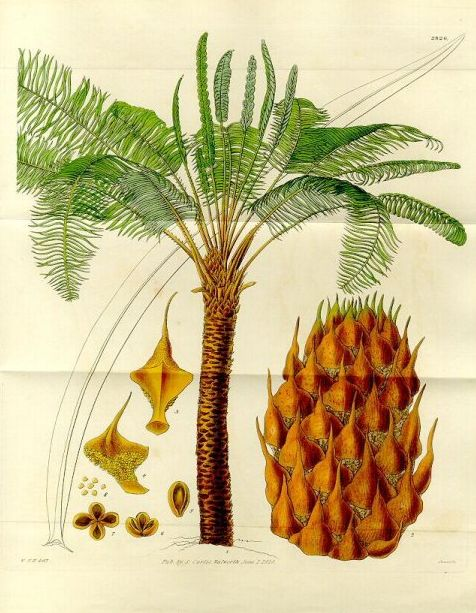

Ha fusto cilindrico e robusto che può oltrepassare i 10 m di altezza e i 30–40 cm di diametro, con cicatrici delle foglie romboidali, rivestito dalle basi compatte e legnose dei piccioli.
La chioma è una corona di foglie pennate, simili alle fronde delle felci, rigide, ma graziosamente ricurve.
Le foglie persistenti, pennate, lunghe 2–3 m e larghe 30–40 cm, sono disposte in un ciuffo terminale composto da più corone.  Sono lungamente picciolate con corte spine vicino alla base, con nervatura centrale piuttosto grossolana e prominente in basso. Ogni foglia è composta da segmenti lineari-lanceolati, coriacei, fragili, opposti ed alterni, poco distanziati, di colore verde lucente sopra, pallide sotto.

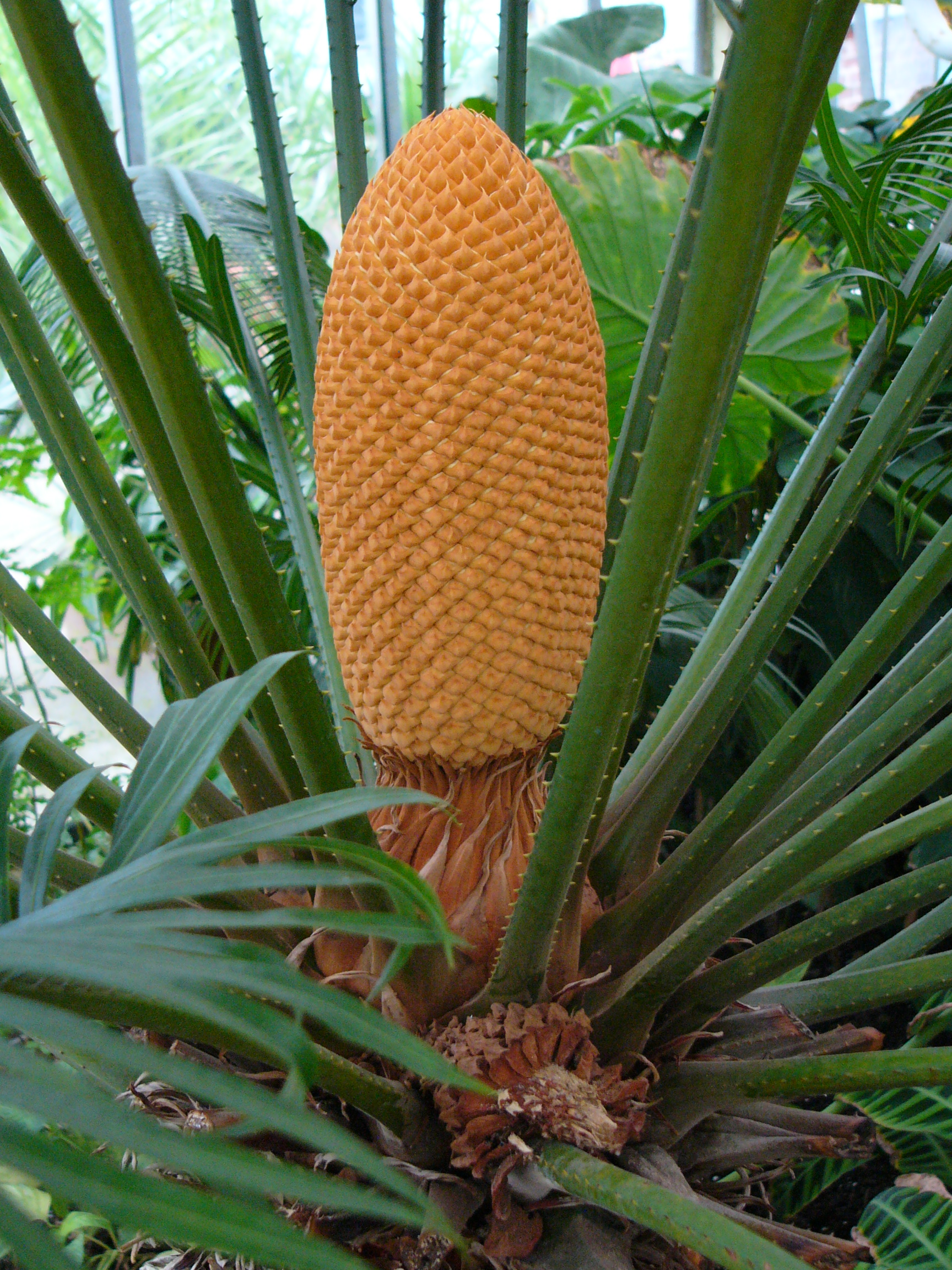
Infiorescenza maschile

È una pianta dioica: i fiori maschili formano un grosso cono, eretto, brevemente peduncolato, lanoso e composto di squame (microsporofilli) che portano numerose sacche polliniche sulla superficie inferiore. I fiori femminili sono portati nel centro della corona delle foglie: sono formati da foglioline che portano gli ovuli, bruno-tormentose, regolarmente dentate e riunite in un ciuffo terminale.
Il seme è all'incirca delle dimensioni di una noce con un rivestimento sottile e carnoso.

## Distribuzione e habitat
È  originaria dell'India meridionale, ove dà vita a foreste abbastanza dense in aree collinari.

## Usi
Nell'isola di Guam, i semi di questa specie costituiscono un alimento importante per i nativi, nei periodi di carestia; la polpa seccata e ridotta in fecola serve per la preparazione di focacce che si dicono piuttosto nutrienti.
Tuttavia è nota la tossicità di tale alimento, che necessita di trattamenti specifici (lavature) prima di poter essere consumato e comunque, se assunto regolarmente, provoca danni anche gravi all'organismo. Sono possibili anche danni neurologici (sindrome cosiddetta di Lytico-Bodig), ma non è ancora scientificamente dimostrata la connessione fra il consumo della Cycas circinalis e l'effetto dannoso neurologico.
Il midollo del tronco è utilizzato per la preparazione del sago, una fecola di impiego alimentare, anch'essa moderatamente tossica.